# Millettia richardiana
Millettia richardiana é uma espécie vegetal da família Fabaceae.
Apenas pode ser encontrada no Madagáscar.